# Gustav Hartenstein (Philosoph)
Gustav Hartenstein (* 18. März 1808 in Plauen; † 2. Februar 1890 in Jena) war ein deutscher Philosoph.
Hartenstein besuchte ab 1822 die Fürstenschule in Grimma und studierte danach ab 1826 in Leipzig Theologie und Philosophie, unter anderem bei Wilhelm Traugott Krug und Wilhelm Wachsmuth, außerdem Philologie bei Gottfried Hermann. Nach seiner Promotion (1831) und Habilitation (1833) wurde er 1834 zum außerordentlichen und 1836 zum ordentlichen Professor an der Universität Leipzig berufen. In ihrem Gründungsjahr 1846 wurde er zum ordentlichen Mitglied der Königlich Sächsischen Gesellschaft der Wissenschaften gewählt.
Nach seiner Emeritierung im Jahr 1859 ging Hartenstein nach Jena und übernahm dort 1878 die Leitung der Universitätsbibliothek. Er war mit Moritz Wilhelm Drobisch befreundet und half diesem 1887 bei der Herausgabe der letzten Auflage seines bekannten Logik-Lehrbuchs.
Er war Anhänger des Herbartianismus und vertrat Herbarts Lehre in zahlreichen Werken.

## Werke
- Die Probleme und Grundlehren der allgemeinen Metaphysik. Leipzig 1836.
- Über die neueste Darstellung und Beurteilung der Herbartschen Philosophie. Leipzig 1838.
- Die Grundbegriffe der ethischen Wissenschaften. Leipzig 1844 (Volltext).
- Historisch-philosophische Abhandlungen (1870). Nachdruck. Zentralantiquariat der Dt. Demokrat. Republik, Leipzig 1976.